# Los Marziano
Los Marziano è  un film argentino del 2011 scritto e diretto da Ana Katz.

## Trama
Luis Marziano vive in un quartiere elegante di Buenos Aires insieme alla moglie Nena e conduce una vita agiata. Un giorno riceve la visita di sua sorella Delfina, la quale gli racconta che il loro fratello minore Juan è affetto da una strana patologia neurologica per cui non riesce più a leggere. Delfina chiede aiuto a Luis per portare Juan dai migliori specialisti e trova un'alleata nella cognata Nena. Il rapporto tra Luis e Juan è freddo da alcuni anni e i due fratelli hanno smesso di parlarsi, ma questo evento diviene l'occasione per riavvicinarsi.

## Produzione
La pellicola fu prodotta da Oscar Kramer e Hugo Sigman, imprenditore del ramo farmaceutico.
La sceneggiatura fu scritta dalla regista Ana Katz insieme al fratello Daniel; i costi di realizzazione ammontarono a un milione e mezzo di dollari.
Intervistata riguardo al genere del film durante la sua realizzazione, la regista affermò: "È difficile per me definirlo esattamente, ma c'è un po' di commedia, come negli altri miei film. Quello che viene raccontato, ancora una volta, non è tipico di una commedia, ma ci sono alcune situazioni che ti fanno ridere, questo riso provoca più disagio che altro".
Guillermo Francella venne scelto come protagonista dopo che la regista lo vide recitare nella pellicola Il segreto dei suoi occhi, chiedendogli di riprendere alcuni aspetti del personaggio di Sandoval.
Oltre a Francella, il film vide nel cast principale tre attori molto importanti nel panorama argentino: Arturo Puig, Rita Cortese e Mercedes Morán; di loro, la regista disse "Sono pesi massimi, quattro attori davvero unici che sono anche molto potenti e hanno un'energia molto intensa".
Fu presentato al Festival internazionale del cinema di San Sebastián, dove fu candidato alla Concha de Oro.

## Accoglienza
Su La Nación, Diego Batlle recensì positivamente il film, affermando: "La regista sa come arrivare all'emozione senza ricorrere a cliché o colpi bassi. Siamo, è vero, di fronte a una proposta un po' "deforme" e rischiosa per un prodotto dalle aspirazioni massicce come questa, ma i suoi problemi (come l'uso sottolineato, invadente e roboante della musica) non riescono a danneggiare il risultato finale di questo film nobile, attento e sentito di quello strano talento che è Ana Katz".
Su Clarín la critica scrisse: "Los Marzianos è all'altezza del suo titolo. Si tratta di un'apparizione semi-extraterrestre nella scena locale. Una commedia "indie", rarefatta, uscita come titolo blockbuster e popolare. Sarebbe straordinario se una figura come Francella riuscisse a far incontrare cineasti come Katz con il grande pubblico, soprattutto quando lo fanno senza tradire il loro cinema".
Diego Brodersen assegnò alla pellicola un voto pari a 7, asserendo "Come in alcuni film di Wes Anderson, in particolare I Tenenbaum, la tristezza che trasudano i dissidi familiari dei Marziano permette una strana empatia, dove l'identificazione assoluta con i personaggi sembra impossibile ma è, paradossalmente, immediata. La gentilezza con cui il film ritrae i personaggi non lascia spazio al cinismo".
La rivista Fotogramas diede al film un punteggio di tre stelle su cinque.
Su Abus de Ciné, Olivier Bachelard sostenne: "L'idea è originale e contiene in sé una certa rivendicazione politica. Da questo punto di partenza, Ana Katz avrebbe potuto realizzare un thriller politico sullo stile di La zona di Rodrigo Plá, un film sociale sulle comunità chiuse e la paranoia della sicurezza. Ha invece scelto le strade della commedia, per affrontare in modo altrettanto critico le differenze tra ricchi e poveri, ma anche le nozioni di aiuto reciproco e famiglia. Bellezza del formato, precisione delle inquadrature, umorismo più visivo che parlato, Ana Katz mette in scena "Los Marziano" con una certa calma eleganza, che contrasta meravigliosamente con la grossolanità, l'arrivismo o il disprezzo appena celato di cui ciascuno dei suoi personaggi è capace".

## Riconoscimenti
- 2024 - Festival internazionale del cinema di San Sebastián
  - Candidatura alla Concha de Oro per il miglior film

- 2024 - Condor d'argento
  - Candidatura alla miglior attrice non protagonista a Rita Cortese

- 2011 - Premio Sur
  - Candidatura alla miglior attrice non protagonista a Rita Cortese
  - Candidatura alla migliore sceneggiatura originale a Ana Katz e Daniel Katz